# MTV Europe Music Awards 2016
MTV EMAs 2016 — церемонія нагородження MTV Europe Music Awards, що відбулася 6 листопада 2016 року в Ahoy Rotterdam у Роттердамі, Нідерланди. Ведучою події стала Бібі Рекса. Це був третій раз, коли церемонія нагородження відбувалася в Нідерландах, і вдруге Роттердам був приймаючим містом. Шоу проходило на тій е локації, що і MTV EMAs 1997.

## Голосування
| Категорія                        | Метод голосування                                            | Початок              | Завершення             |
| -------------------------------- | ------------------------------------------------------------ | -------------------- | ---------------------- |
| Найкращі фанати                  | Твіттер, Інстаграм та гештеґ Vine                            | 27 вересня 24:00 CET | н/д                    |
| Найкращий міжнародний виконавець | Вебсайт/Додаток                                              | 2 вересня 24:00 CET  | 5 листопада 23:59 CET* |
| Найкраще відео                   | Музична редакційна група MTV — аудиторія не має право голосу | н/д                  | н/д                    |
| Решта                            | Вебсайт/Додаток                                              | 12 вересня 24:00 CET | 5 листопада 23:59 CET  |

(*)без голосів з Нідерландів, Бельгії, Швейцарії, Ізраїлю та Польщі. У цих країнах голосування завершилось раніше.

## Виступи

### Розігрів
| Виконавець | Пісня    |
| Розігрів   | Розігрів |
| ---------- | -------- |
| Енн-Марі   | «Alarm»  |

### Головне шоу
| Виконавець                | Пісня                            |
| Головне шоу               | Головне шоу                      |
| ------------------------- | -------------------------------- |
| Бруно Марс                | «24K Magic»                      |
| DNCE                      | «Body Moves» «Cake by the Ocean» |
| Мартін Гаррікс Бібі Рекса | «In the Name of Love»            |
| Шон Мендес                | «Mercy»                          |
| Зара Ларссон              | «Lush Life» «Ain't My Fault»     |
| Green Day                 | «Bang Bang»                      |
| The Weeknd                | «Starboy»                        |
| Kings of Leon             | «Waste a Moment»                 |
| Бібі Рекса                | «I Got You»                      |
| Lukas Graham              | «You're Not There» «7 Years»     |
| Афроджек                  | «Gone» «Hey»                     |
| OneRepublic               | «Let's Hurt Tonight»             |
| Green Day                 | «American Idiot»                 |

## Учасники шоу

### Розігрів
- Лаура Вітмор[en] та Свей Калловай[en] — ведучі червоної доріжки
- Лаура Вітмор[en] — оголошення номінації «Найкращі фанати»
- Лаура Вітмор[en] та The MTV It Girls — оголошення номінації «Найкращий образ»

### Головне шоу
- G-Eazy та Charli XCX — оголошення номінації «Найкращий електронний проект»
- Вінні Гарлоу та Тініє Темпах — оголошення номінації «Найкращий концертний виконавець»
- Джордан Данн — оголошення номінації «Найкращий співак»
- Джейден Сміт — оголошення номінації «Найкращий новий виконавець»
- Ніна Добрев та Діпіка Падуконе — оголошення номінації «Найкраще відео»
- Ідріс Ельба — оголошення номінації «Ікона світового масштабу»
- Нік Фрост — учасник розіграшу з ведучою Бібі Рекса

## Номінації
Номінантів було оголошено 27 вересня 2016 року. Переможці виділені Жирним

### Найкраща пісня
- Адель — «Hello»
- Джастін Бібер — «Sorry»
- Lukas Graham — «7 Years[en]»
- Майк Познер[en] — «I Took a Pill in Ibiza[en] (Ремікс Seeb[en])»
- Ріанна (за участі Дрейк) — «Work»

### Найкраще відео
- Бейонсе — «Formation[en]»
- Coldplay — «Up & Up»
- Каньє Вест — «Famous»
- Tame Impala — «The Less I Know the Better[en]»
- The Weeknd (за участі Daft Punk) — «Starboy»

### Найкраща співачка
- Lady Gaga
- Адель
- Бейонсе
- Ріанна
- Sia

### Найкращий співак
- Кельвін Гарріс
- Дрейк
- Джастін Бібер
- Шон Мендес
- The Weeknd

### Найкращий новий виконавець
- Зара Ларссон
- Бібі Рекса
- The Chainsmokers
- DNCE[en]
- Lukas Graham

### Найкращий поп-виконавець
- Селена Гомес
- Fifth Harmony
- Аріана Ґранде
- Джастін Бібер
- Ріанна
- Шон Мендес

### Найкращий електронний проект
- Афроджек
- Кельвін Гарріс
- Девід Гетта
- Major Lazer
- Мартін Гаррікс

### Найкращий рок-виконавець
- Coldplay
- Green Day
- Metallica
- Muse
- Red Hot Chili Peppers

### Найкращий альтернативний виконавець
- Kings of Leon
- Radiohead
- Tame Impala
- Twenty One Pilots
- The 1975

### Найкращий хіп-хоп виконавець
- Дрейк
- Ф'ючер
- G-Eazy
- Каньє Вест
- Wiz Khalifa

### Найкращий концертний виконавець
- Адель
- Бейонсе
- Coldplay
- Green Day
- Twenty One Pilots

### Найкращий виконавець проекту "Worldstage"[en]
- Duran Duran
- Еллі Голдінг
- Джесс Глінн
- Мартін Гаррікс
- OneRepublic
- Тініє Темпах
- Tomorrowland
- Wiz Khalifa

### Найкращий Push-виконавець
- Алессія Кара
- Енн-Марі
- Бібі Рекса
- Blossoms[en]
- Чарлі Пут
- DNCE[en]
- Дуа Ліпа
- Елль Кінг[en]
- Голзі
- Джек Гарратт[en]
- Джонас Блю[en]
- Lukas Graham

### Найкращі фанати
- Аріана Ґранде
- Бейонсе
- Джастін Бібер
- Lady Gaga
- Кеті Перрі

### Найкращий образ
- Lady Gaga
- Бейонсе
- Бібі Рекса
- Ріанна
- Sia

### Ікона світового масштабу[en]
- Green Day

## Регіональні номінації
Переможців виділено Жирним

### Європа

#### Найкращий британський-ірландський виконавець[en]
- Адель
- Coldplay
- Little Mix
- Зейн
- Years & Years

#### Найкращий данський виконавець[en]
- Benjamin Lasnier
- Крістофер[en]
- Gilli[en]
- Lukas Graham
- MØ

#### Найкращий фінський виконавець[en]
- Антті Туіску[en]
- Евеліна[en]
- Нікке Анкара[en]
- Teflon Brothers[en]
- Паула Весала

#### Найкращий норвезький виконавець[en]
- Алан Вокер
- Astrid S[en]
- Аврора
- Джулі Берган
- Kygo

#### Найкращий шведський виконавець[en]
- The Fooo Conspiracy[3]
- Galantis[en]
- Лале
- Туве Лу
- Зара Ларссон

#### Найкращий німецький виконавець[en]
- Beginner[en]
- Макс Гізінгер[en]
- Робін Шульц
- Марк Форстер
- Topic

#### Найкращий голландський виконавець[en]
- Broederliefde
- Дауе Боб
- Джуліан Джордан[en]
- Ronnie Flex[en]
- Сем Фельдт[en]

#### Найкращий бельгійський виконавець[en]
- Емма Бейл[en]
- Лаура Тесоро
- Lost Frequencies
- Tourist LeMC[en]
- Вуді Смаллс

#### Найкращий швейцарський виконавець[en]
- Bastian Baker[en]
- Bligg[en]
- Chlyklass
- Даміян Лінн
- Nickless

#### Найкращий французький виконавець[en]
- Амір
- Fréro Delavega[en]
- Jain
- Gims
- Nekfeu[en]

#### Найкращий італійський виконавець[en]
- Алессандра Аморозо
- Benji & Fede
- Емма
- Франческа Мік'єлін
- Salmo[en]

#### Найкращий іспанський виконавець[en]
- Альваро Солер
- Amaral[en]
- Енріке Банбері[en]
- Corizonas
- Leiva[en]

#### Найкращий португальський виконавець[en]
- Ауреа
- Carlão
- D.A.M.A
- Девід Каррейра[en]
- HMB

#### Найкращий польський виконавець[en]
- Анна Домбровська
- Bovska[en]
- Клео
- Давид Подсядло
- Марґарет

#### Найкращий російський виконавець
- Баста
- Йолка
- Ленінград
- OQJAV
- Therr Maitz[en]

#### Найкращий румунський виконавець[en]
- Андра
- Feli
- Manuel Riva
- Smiley[en]
- Vanotek

#### Найкращий адріатичний виконавець[en]
- Elemental[en]
- Luce
- S.A.R.S
- Siddharta
- Toni Zen[en]

#### Найкращий ізраїльський виконавець[en]
- E-Z
- Eliad
- Noa Kirel
- Static & Ben El Tavori[en]
- The Ultras

### Африка

#### Найкращий африканський виконавець[en]
- Ali Kiba[en]
- Black Coffee[en]
- Cassper Nyovest[en]
- Оламід[en]
- Wizkid[en]

### Азія

#### Найкращий індійський виконавець[en]
- Ануушка Шанкар[en]
- Bandish Projekt[en]
- Моніка Догра[en]
- Prateek Kuhad[en]
- Удай Бенегал[en] & Friends

#### Найкращий японський виконавець[en]
- Кярі Памю Памю
- One Ok Rock
- Perfume[en]
- Radwimps
- Сііна Рінго

#### Найкращий корейський виконавець[en]
- Got7
- GFriend
- B.A.P[4]
- Twice
- VIXX

#### Найкращий виконавець Південно-Східної Азії[en]
- Bunkface[en]
- Đông Nhi[en]
- Gentle Bones[en]
- Raisa[en]
- Сара Джеронімо[en]
- Thaitanium[en]
- Yuna[en]

#### Найкращий виконавець континентального Китаю та Гонконгу
- G.E.M.[en]
- Халіл Фун[en]
- Momo Wu[en]
- Pu Shu[en]
- Вей Чен

### Океанія

#### Найкращий австралійський виконавець[en]
- Flume
- Tkay Maidza[en]
- Трой Сіван
- The Veronicas
- Vance Joy

#### Найкращий новозеландський виконавець[en]
- Broods
- Kings
- Ladyhawke[en]
- Maala[en]
- Sachi

### Америка

#### Найкращий бразильський виконавець[en]
- Anitta
- Karol Conká[en]
- Людмила[en]
- Projota
- Tiago Iorc[en]

#### Найкращий виконавець північної частини Латинської Америки[en]
- CD9[en]
- Jesse & Joy[en]
- León Larregui
- Мон Лаферте[en]
- Паті Канту[en]

#### Найкращий виконавець центральної частини Латинської Америки[en]
- Alkilados
- J Balvin
- Малума
- Мануель Медрано
- Себастьян Ятра[en]

#### Найкращий виконавець південної частини Латинської Америки[en]
- Babasónicos[en]
- Illya Kuryaki and the Valderramas[en]
- Лалі
- Será Pánico
- TINI

#### Найкращий виконавець Сполучених Штатів[en]
- Аріана Ґранде
- Бейонсе
- Чарлі Пут
- Каньє Вест
- Twenty One Pilots

#### Найкращий канадський виконавець
- Джастін Бібер[5]
- Алессія Кара
- Дрейк
- Шон Мендес
- The Weeknd